# Saint-Gobain
Saint-Gobain é uma companhia multinacional francesa. Fundada em 1665 pelo político francês Jean-Baptiste Colbert para manufaturar vidros planos com o nome de La Compagnie des Glaces, produziu os famosos espelhos do Palácio de Versailles. Anos mais tarde mudou seu nome para Saint-Gobain, nome da cidade onde estava instalada. Atualmente privatizada, atua em diversas áreas pelo mundo todo. 
A Saint-Gobain projeta, fabrica e distribui materiais e soluções pensadas para o bem-estar de cada um nós e o futuro de todos. Os produtos podem ser encontrados em todos os lugares em que vivemos e no nosso dia a dia: em edifícios, transportes, infraestruturas e em muitas aplicações industriais. Os produtos proporcionam conforto, performance e segurança, ao mesmo tempo em que respondem os desafios da construção sustentável, eficiência do uso de recursos e mudança climática. 
Todas as atividades do Grupo estão representadas no Brasil, com soluções inovadoras de alto valor agregado: tubulações para redes de água e esgoto; materiais de construção de diferentes aplicações e propriedades para a arquitetura de interiores e exteriores; vidros inovadores para construções ou para o mercado automotivo; materiais de alta performance para as indústrias de tecnologia; e distribuição de materiais de construção.
Entre as principais marcas da Saint-Gobain no Brasil estão Brasilit, Quartzolit, Carborundum, Norton, Winter, PAM, Placo, Sekurit, Isover, Tek Bond, Telhanorte, Tumelero. Além de Joint-Ventures como a Mineração Jundu e a Cebrace (fruto da união com a inglesa NSG Pilkington).
Possui mais de 94 fábricas, 6 mineradoras, 80 centros de distribuição (CD), além de 12 escritórios e um centro de pesquisa e desenvolvimento na América Latina. No Brasil, possui 58 fábricas, 3 mineradoras, 52 centros de distribuição, além de abrigar 6 escritórios e o único centro de pesquisa e desenvolvimento do hemisfério sul.
Em Portugal está presente com várias empresas, entre elas a Saint-Gobain Mondego, S.A. na Figueira da Foz desde que adquiriu a antiga Vidreira da Fontela em 1987.